# بومادران کرمانشاهی
 بومادران کرمانشاهی، بومادران حلبی (نام علمی: Achillea aleppica) نام یک گونه از سرده بومادران است.